# Hans Christian Johansen (politiker)
 Der er flere personer med dette navn, se Hans Christian Johansen.
Hans Christian Johansen (født 8. januar 1805 i Østrup på Fyn, død 29. november 1863 sammesteds) var en dansk gårdejer og politiker.

## Baggrund og virke
Han var søn af gårdfæster Johan Andersen og Anna Margrethe Pedersdatter. Johansen bestyrede efter faderens død i 1824 fæstegården for sin moder og fæstede den selv i 1827. Han ægtede 20. juli samme år i Østrup Kirke Kirsten Andreasdatter. Senere, omkring 1854, købte han gården til selveje. I 1856 lod han gården Nylundsgården på Nymark opføre.
Fra 1831 til 1834 var han fattigforstander, mens han var skoleforstander fra 1838 til 1841. Han var desuden medlem af sogneforstanderskabet fra 1842 til 1847, voldgiftsmand ved gårdhoveriafløsningen fra 1850 og formand for Landboforeningen for det nordlige Fyn fra 1851. Han var desuden stifter af brandforsikringen for tjenestefolk i Odense Amt 1850 og samme år medstifter af kreaturforsikringen for Lunde og Skam Herreder. Endelig var han 1859 i medstifter af Lumby Folkehøjskole og fra 1863 og til sin død samme år formand for dens bestyrelse. 

## Politiker
Hans Christian Johansen blev valgt til medlem af Den Grundlovgivende Rigsforsamling for Odense Amts 7. distrikt (Søndersø), hvilket han var fra 5. oktober 1848 til 5. juni 1849. Han fortsatte i den nyoprettede Rigsdag, idet han blev valgt til folketingsmand for Odense Amts 6. valgkreds (Søndersø, den senere Otterupkreds), og han sad på tinge fra 4. december 1849 til sin død 29. november 1863; oftest valgt ved kåring. Han var distriktsformand for Bondevennernes Selskab fra 1849. I Folketinget var han var 1858 en af A.F. Tschernings tilhængere. 
Han døde som følge af en lungebetændelse, som han havde pådraget sig under de ofte barske overfarter over Storebælt, når han skulle møde i Rigsdagen. I Østrup Kirkes våbenhus står et gravtræ over ham, og han er begravet på kirkegården.